# Frank Schäffer
Pour les articles homonymes, voir Schäffer.
Frank Schäffer est un footballeur ouest-allemand puis allemand né le 6 juillet 1952 à Leonberg et mort le 15 novembre 2024 à Stuttgart. Il joue au poste de défenseur central.

## Biographie

### Carrière
Frank Schäffer commence sa carrière au SpVgg 07 Ludwigsburg lors de la saison 1973-1974,,.
En 1974, il rejoint le Borussia Mönchengladbach,.
Mönchengladbach remporte la Coupe UEFA en 1975 : Frank Schäffer dispute des deux doubles-confrontations en demi-finale et en finale : le club remporte la compétition 5-1 contre le FC Twente.
Schäffer est également sacré champion d'Allemagne de l'Ouest à l'issue de cette saison,.
Le club est à nouveau champion d'Allemagne de l'Ouest en 1975-1976 et en 1976-1977,.
Mönchengladbach arrive en finale de la Coupe des clubs champions en 1976-77. Schäffer dispute cinq matchs dont la finale perdue contre Liverpool, 1-3.
Avec le club, Schäffer participe à tous les matchs de la Coupe UEFA en 1979 : le club remporte la compétition contre l'Étoile rouge de Belgrade en finale.
Lors de l'édition 1979-1980, Mönchengladbach est à nouveau finaliste mais échoue contre l'Eintracht Francfort.
En 1983, Schäffer est transféré au TSV Eltingen (de), il raccroche les crampons en 1989,.
Frank Schäffer joue au total 229 matchs pour six buts marqués en première division ouest-allemande. Au sein des compétitions européennes, il dispute 10 matchs de Coupe des clubs champions pour aucun but marqué, et 31 matchs de Coupe UEFA pour un but marqué.

## Palmarès
Borussia Mönchengladbach
| - Championnat d'Allemagne de l'Ouest (3) : - Champion : 1974-75, 1975-76 et 1976-77. - Coupe UEFA (2) : - Vainqueur : 1974-75 et 1978-79. - Finaliste : 1979-80. |  | - Coupe des clubs champions : - Finaliste : 1976-77. - Coupe Kirin (1) : - Vainqueur : 1978 |